# Сивило (репер)
Балша Кркељић (Београд, 20. септембар 1987), познатији под уметничким именом Сивило, црногорски је репер и уметник. Постао је познат после свог дебитантског албума Тамна страна среће који је побрао симпатије критичара и публике као један од бољих хипхоп албума у другој деценији овог века.

## Биографија
Одрастао је у подгоричком насељу Стари Аеродром. После 10 година бављења кошарком, Кркељић са 19 година одлучује да започне хип-хоп каријеру под алијасом Сивило.
Године 2006. написао је прву песму коју је посветио девојци. Након што је песма на интернету добила добре реакције, Кркељић је наредне, 2007. године снимио свој први сингл под називом Диши дубоко. Током студија на Факултету визуелних уметности упознао је и спријатељио се са тројицом колега, са којима је касније основао бенд за потребе својих наступа уживо, а потом и адвертајзинг студио Медиатаг. Поред хип-хоп каријере, Кркељић је видео продуцент и режисер са вишегодишњим искуством у маркетингу. У Медиатагу ради и као продуцент и видеограф, где се бави осмишљавањем и реализацијом реклама, спотова и разних кампања.
Свој албум првeнац издао је 2013. године под називом Тамна страна срeћe. Албум је издат за продукцијску кућу Басивити, а на њему се налази 17 песама. Од гостију, на албуму се налазе Бдат Џутим, Струка, Ayllah и ВИП.
Иако никада није снимио песму с њима, Кркељић је велики љубитељ српске реп групе Прти Бее Гее за које каже да су му инспирација и мотивација.
Две године касније, започео је интернет пројекат под називом Љето када су ме крунисали. Себи је дао задатак да креира једну песму недељно, седам дана од идеје до реализације. Пројекат је трајао 11 недеља и дао 11 оригиналних нумера.
Током 2015. године гостовао је на Струкином и Рексонином албуму Тотална контрола, где је са Струком, Рексоном и Марком Луисом снимио песму Вратио се вук.
Наредне, 2016. године, Сивило је заједно са остатком екипе из Басивитија, наступао на Егзит фестивалу у Новом Саду, када је Басивити последње вечери отворио главну бину. Поред тога, са својим бендом наступао је на Лејк Фесту, Сви као Један фестивалу, Bassivity Showcase-у и многим другим регионалним фестивалима.
Од августа 2016. запошљен је у „Нордеусу”, српскоме предузећу које се бави развојем игара за друштвене мреже и мобилне телефоне, као директор за придукцију креативних видео-записа.
Сивилов спот за песму Сам против свих, сматра се за први црногорски спот емитован на MTV-у. Сингл No. 1, са пројекта Љето када су ме крунисали, нашао се две недеље заредом на позицији број 1 на МТV-jeвoj топ листи Домаћица.
Познат као љубитељ седме уметности, Кркељић је 2019. г. са својом сестром Недом (коју често помиње у песмама) покренуо подкасте у оквиру канала „Podcast Centrala” у којима коментарише филмове и ТВ серије.
После неколико година одсуства из реп музике (повремено је гостовао у туђим песмама), на Бадњи дан 2021. године избацио је први песму с новога албума Сива сриједа. Сваке среде од тада избацију по једну неименовану песму да би потом слушаоци путем коментара давали предлоге за назив песме, а предлог са највише свиђања у претходних седам дана се уважава.

## Политички активизам
Кркељић је познат као политички активиста и велики борац за демократизацију Црне Горе. Дан после победе просрпске коалиције За будућност Црне Горе, односно дебакла Демократске партије социјалиста (ДПС) Мила Ђукановића на црногорским парламентарним изборима 2020, он је на твитер налогу написао: „Нисмо савршени, нисмо идеални, смотани смо, различити али.. СЛОБОДНИ! НАПОКОН СЛОБОДНИ! То ће да нас уједини!” Уз текст је окачио песму Ете Џејмс At Last. А естаблишмент ДПС-а је прокоментарисао у наредноме твиту: „Данас, многи су збуњени свим овим 'ванземаљцима' који се одједном створише у 'њиховој' земљи. Дозволили су себи да се друже искључиво са бијелцима, 'чистокрвним' Црногорцима.”
Кркељић се у новембру 2020. године припремао да сними повратнички сингл за коју је текст већ месецима раније направио. Његова првобитна намера је била да песма буде „feat. Мило” коме је и посвећен сам почетак песме: „Јуначки сине, дошло је вријеме да се гине / Багра са власти да се скине.” Међутим, с обзиром да је победом просрпске коалиције За будућност ЦГ дошла и „нова власт па није више релевантна”. Повратничкоме синглу је зато дао име „Гурај, гризи, глођи”.
Седма песма на албуму Сива сриједа под називом „Неће ти бит' Мило” посвећена је владавини Мила Ђукановића, а рефрен јој гласи: „Када узмем ствар у своје руке / Неће ти бит' мило! / Кад се сви које си покр'о скупе / Неће ти бит' мило! / Кад паре не могу глас да купе / Неће ти бит' мило! / Зато скрати себи муке / Прије него ти их ми скратимо силом/ Идемо! / Кидамо! / Оружје не бирамо / Битанго, одавно ти је одсвирало.”

## Дискографија

### Албуми
- Радо бих
- Времеплов
- Добру вољу ловимо (ft. Бдат Џутим)
- Више од другова
- Само да знаш
- Постати човјек
- Комплекс
- М.А.Л.А.
- Јебао вас тренд (ft. Струка)
- Менталитет
- Крај приче (ft. Ayllah)
- Постати легенда
- Сам против свих
- Године када смо се вољели
- Недодирљив (ft. ВИП)
- Боље с́утра
- Молим ђаволе

- Последњи бастион
- Никад дупликат
- Знам да те плаши
- ЦГ у БГ
- Бирај пут
- Образ окиђен'
- Неће ти бит' Мило
- 50 нијанси Сивог
- Ја и моји
- Ђавољи новац (ft. Нобел)
- МВП
- Lift Off
- Све ће бити океј
- Next Level
- Бандит (ft. Itse)
- Шта је љубав? (ft. Милица Вујадиновић)
- Маг (ft. Кенди)
- Скривено мјесто
- О, боже!
- Банг банг
- Пут до славе
- Монструм
- Легла плата (ft. Рандом)
- Сигурна зона
- Фамилијо (ft. Брут)
- Сива сриједа фристајл

### Микстејпови
- Intro
- Flight school
- What Goes Around
- A.C.A.B.
- Shook ones
- Last resort
- Until the end of time
- Successful
- Apologize
- Di Story (Outro)
- Партибрејкер (ft. Мире)

- No.1
- feat. CECA
- Срећа (ft. Еева)
- Кипар (ft. Бвана, Војко Врућина)
- Цугопол
- Љубав се учи
- Издао си реп
- Дај гас (ft. Плема)
- Букање
- Слави ме
- За крај

### Синглови
- Дишу Дубоко (2007)
- M.A.L.A (2008)
- M.A.L.A RMX (ft. Рексона, Ролекс, 2009)
- Сам против свих (2009)
- Сам против свих RMX (ft. Цвија, Делфагор, 2009)
- То могу само ја (ft. Луст, 2009)
- И даље ту (ft. Цвија, 2010)
- Шта недостаје игри (ft. Мадокс, Риста, 2010)
- Игра (ft. Прики, 2010)
- Дроље 2 RMX (ft. Струка, Луд, Доки Док, 2011)
- Затварање (ft. Оне схот, Фурио Гиунта, Демонио, Дрипац, Рексона, МцН, Стефан ТХЦ, Мјан, Тимбе, 2011)
- Мораш добро да дриблаш (ft. Рексона, Burky, 2012)
- Ролеркостер (2013)
- Времеплов (2013)
- Умјетност реповања (ft. Jappez, 2014)
- Моји другови (ft. Контра, Френки, Диџеј Мрки, 2015)
- Вратио се вук (ft. Рексона, Струка, Марко Луис, 2015)
- Нумерологија (ft. Раста, BCREW, 2016)
- Лице медузе RMX (ft. Рексона, Кенди, 2018)
- Гурај Гризи Глођи (2020)
- Њух (ft. Нобел, 2022)
- Punchline King (2022)
- Најјачи Могући (ft. Радио Катакомба, 2022)
- Утопија XXI (ft. Koly, 2023)
- 666999 (ft. Грба, 2023)
- Олд Аирпорт (ft. Влахи, 2023)
- Последња Вечера (ft. Кулина, 2023)
- Бич Божији (ft. Кnowhere2Run, 2023)
- Тинунину (ft. Цока, 2024)
- Нови Хоризонти (2024)